# Thames & Hudson
Thames & Hudson, även Thames and Hudson och emellanåt T&H, är ett brittiskt bokförlag, grundat år 1949 av makarna Walter Neurath (1903–1967) och Eva Neurath (1908–1999). Förlaget inriktar sig på böcker om konst, måleri, skulptur, arkitektur och design.